# Süddeutsche Mönchtaube
Die Süddeutsche Mönchtaube gehört zu den Süddeutschen Farbentauben und ist in zwei Rassen anerkannt: als Süddeutsche Mönchtaube, belatscht und als Süddeutsche Mönchtaube, glattfüßig. Die glattfüßige ist eng mit der Thurgauer Mönchtaube (Schweizer Farbentauben) verwandt.

## Herkunft
Die glattfüßige kommt aus Süddeutschland, die belatschte aus dem württembergischen Oberland, aus der Ulmer und Biberacher Gegend.

## Aussehen

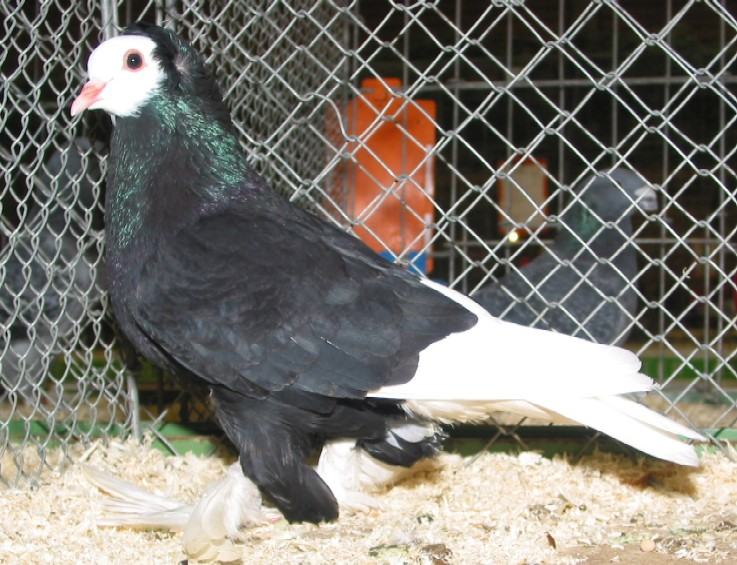
Süddeutsche Mönchtaube belatscht, schwarz

Süddeutsche Mönchtauben gibt es glattfüßig und belatscht.
- Die glattfüßigen haben eine schlanke Feldtaubengestalt und einen länglichrunden Kopf mit Spitzkappe.
- Die belatschten haben eine kräftige Feldtaubengestalt, einen breiten Kopf mit Rundhaube und eine dichte Fußbefiederung.

Das Gefieder liegt am gesamten Körper glatt an. Die Augen sind dunkel mit einem rötlichen schmalen Rand.
Der Schnabel ist mittellang und hell mit weiß gepuderten glatten Warzen.
Der Hals ist mittellang mit gut ausgerundeter Kehle.
Die Brust ist breit und gut gerundet.
Der Rücken fällt nur wenig bis zum Schwanz ab. Dieser ist lang und gut geschlossen.
Die Flügel bedecken den Rücken und werden auf dem Schwanz getragen.

## Farbenschläge
Kopf, Schwanz, Schwingen und Latschen sind weiß, der Rest des Gefieders entsprechend dem Farbenschlag.
- Die belatschten gibt es in Schwarz, Rot, Gelb ohne Binden, Schwarz und Blau mit weißen Binden oder weißer Schuppung und Blau ohne Binden.
- Die glattfüßigen gibt es in Blau mit weißen Binden, Blau-Weißgeschuppt und Blau ohne Binden.